# Béat Ier de La Tour-Châtillon de Zurlauben
Pour les articles homonymes, voir Zurlauben.
Béat Ier de la Tour-Châtillon de Zurlauben, dernier fils de Conrad Ier de la Tour-Châtillon de Zurlauben, servit fort jeune en France et en Italie. Capitaine dans le régiment suisse de Reding, il se distingua au combat de Blaville, et après la bataille de Moncontour (1569) le roi lui accorda le droit de colleter le lion de cimier de ses armes d'un ècusson d'azur à une fleur de lys d'or. Après la réforme du régiment, la compagnie de Béat, qui était de trois cents hommes, resta attachée à la garde de Charles IX et de Henri III, sous le nom de gardes suisses. La ligue lui offrit, en un régiment suisse ; il refusa cet avantage, voulant rester inviolablemerit attaché à la personne des deux rois ; retiré à Zug, il fut nommé landamman, ou premier magistrat du canton. Il y mourut en 1596.

## Source
« Béat Ier de La Tour-Châtillon de Zurlauben », dans Louis-Gabriel Michaud, Biographie universelle ancienne et moderne : histoire par ordre alphabétique de la vie publique et privée de tous les hommes avec la collaboration de plus de 300 savants et littérateurs français ou étrangers, 2e édition, 1843-1865 [détail de l’édition]